# Especia
Especia (エスペシア, officiellement écrit en rōmaji ; singifiant en espagnol : « épice ») est un groupe musical d'idoles japonaises, originaire d'Osaka, actif entre juin 2012 et mars 2017, dont la leader est Haruka Tominaga. Durant son existence, il interprète des chansons mélangeant le style disco des années 1980, le funk et la J-pop, et est produit par Schtein and Longer (Scrambles).

## Histoire

### Débuts et premiers succès (2012–2013)
Lors de sa formation en juin 2012, le groupe compte dix membres. Il signe avec le label indépendant Tsubasa Records. En août 2012, deux de ses membres, Akari Imai et Erena Inoue, annoncent leur remise de diplôme. Peu après, c'est au tour de Mizuki Uesaka de suspendre ses activités avec le groupe d’idoles. Après ces trois départs successifs, le groupe, composé de ses sept membres restants, réalise son premier disque qui est alors son premier EP, intitulé DULCE et sorti en novembre 2012. Toutefois, il est mis en vente uniquement chez HMV en tant qu'édition limitée. Après sa participation à ce disque, Yuka Itatsuda est diplômée du groupe et le quitte le mois suivant ; le groupe est désormais réduit à six membres.
En janvier 2013, un disque vinyle Taste of Spice est financé par l'intermédiaire de la plate-forme de financement participatif japonaise PICNIC ; 228 personnes participent à la campagne et un montant total de 1 310 000 yens est collecté. En mai 2013, deux versions du deuxième EP du groupe intitulé Amarga (versions notées Amarga -Tarde- et Amarga -Noche-) sont mises en vente le même jour ; il se classe 52e à l'Oricon et reste classé pendant une semaine. Le premier concert à Tokyo intitulé Vamos a Especia est donné en février 2013 au Koenji Club Liner. Le groupe d'idoles sort son tout premier single Midnight Confusion en septembre de la même année; il se classe 49e à l'Oricon et resté classé pendant deux semaines. Un single spécial Our Sp!ce, sort le 18 décembre 2013 en exclusivité chez HMV. Le CD ne contient que la chanson-titre. Il est issu de la collaboration entre Especia et HMV Idol Gakuen (HMVアイドル学園). Le groupe se produit en concert le 26 décembre 2013 au Osaka Rocktown et le 11 janvier 2014 au Daikanyama Unit à Tokyo.

### Gusto(2014)
Le deuxième single du groupe Ya • Me • Te! / Adventure wa Gin-iro ni sort le 18 janvier 2014 et se classe 34e des ventes de l'Oricon et s'y maintient pendant deux semaines. Ensuite, les jeunes idoles commencent à animer une émission de radio Especia Palm Music Saturday diffusée sur FM Amagasaki en avril 2014.
Le premier album Gusto sort en mai 2014 pour ensuite se classer 42e à l'Oricon et s'y maintenir pendant deux semaines. Peu après, les membres forment Negipecia, groupe spécial composé des membres de Negicco et d'Especia le temps d'un single pour sortir au mois d'août sous le label T-Palette Records,. Cette collaboration est limitée uniquement à l'été 2014. De plus, les deux groupes d’idoles organisent en commun le live tour 9 Girls! du 9 au 26 août à Osaka, Niigata et Tokyo.
La première vidéo live Viva Discoteca Especia 2014 est réalisée au Club Quattro à Osaka le 1er juin 2014 et sort en DVD le 1er octobre 2014, il se classe 110e à l'Oricon. Après une formation stable de deux ans, Akane Sugimoto obtient son diplôme et quitte le groupe début octobre 2014 ; Especia devient alors un quintet. Le groupe se produit en concert lors de sa première tournée Mucho Gusto Especia 2014 Tour en octobre et novembre 2014 à travers tout le Japon.
Les filles animent l’émission Especia Esperanza in Showroom chaque lundi soir entre 21h30 et 22h00 depuis novembre 2014.

### Primeraet débuts en major (2015)
Especia annonce fin décembre 2014 la sortie de son nouvel EP Primera pour le 18 février suivant. Il s'agit du troisième EP du groupe mais aussi son premier à sortir sous un label major Version Music (Victor Entertainment), comme pourrait l'indiquer le titre du nouvel EP (« primera » terme espagnol signifiant « première »). Il est en même temps le premier disque du groupe désormais réduit à cinq membres. Effectivement sorti à la date prévue, il se classe 30e des ventes de l'Oricon à partir du 24 février 2015. À l'issue de cet opus, est organisé un concert 「Primer Gusto」~Especia “Primera” Release Party~ et des séances d'autographes afin de fêter la sortie de l'album. Ces événements ont lieu le 18 février à Osaka et le 1er mars 2015 à Yokohama dans la préfecture de Kanagawa.
Après ses débuts en major, le groupe est transféré de l'agence de management Tsubasa Plus (つばさプラス) vers sa section Bermuda Entertainment Japan en avril 2015. Par ailleurs, sort un nouveau disque vinyle Primavera le même mois, sur le label Jetset records. En juin 2015, le groupe annonce sortir son 1er single en major Aviator / Boogie Aroma pour juillet suivant. Le single est mis en vente à partir du 22 juillet 2015 suivant et atteint la 28e place des ventes de l'Oricon ; il devient le disque du groupe le mieux classé à l'Oricon.
Le groupe participe au Tokyo Idol Festival en août 2015. Le fan club officiel d'Especia, Club Royal Resort Horie (クラブ ロイヤルリゾート堀江), est créé en août 2015. Le groupe effectue une nouvelle tournée de concerts Especia Estrella Tour 2015 qui se déroule d'octobre 2015 à janvier 2016 à travers le Japon. Les filles animent aussi une rubrique régulière dans l’émission de radion E∞Tracks Selection sur FM Osaka entre juillet et décembre 2015.

### Cartaet remaniement au sein du groupe (2016)
En janvier 2016, le staff des Especia annonce que le groupe d'idoles déménagera de Osaka à Tokyo en avril suivant. En conséquence, Chika Sannomiya, Chihiro Mise et Monari Wakita décident le même mois de quitter le groupe en février suivant. Ces filles font leur dernière apparition sur le deuxième album du groupe Carta, qui sort fin février et qui est le 1er album major d'Especia. La date de graduation des trois membres a lieu le 28 février 2016 lors d'un concert au Hotel Estrella à Osaka.
Les disques vinyles Memoria (A et B) sortent en juin 2016 ; ils incluent des chansons remastérisées interprétées par les cinq dernières membres avant le changement d'effectif du groupe. Toujours en juin 2016, Especia accueille pour la première fois un nouveau membre dans son groupe, Mia Nascimiento, d'origine portugaise ; elle est officiellement présentée au cours d'un concert au Shibuya clubasia à Tokyo le 25 juin. Le site officiel du groupe est réaménagé et le logo du groupe change également. Le groupe est désormais un trio et sort sous ce nouvel effectif un nouvel EP Mirage le 10 août suivant. Mais ce disque n'atteint pas les meilleures places Oricon puisqu'il se classe 145e du classement hebdomadaire des ventes. Il devient néanmoins le premier disque du groupe réduit à trois membres et avec des chansons interprétées en anglais, en raison de l'intégration d'une membre étrangère, ne parlant pas la langue japonaise.
Le groupe annonce en octobre 2016 sortir un nouveau single intitulé Danger le 7 décembre suivant, qui servira comme chanson thème de l'ending de l'émission de cuisine Ameagari Club (雨上がり倶楽部), diffusée sur Kansai TV. Le groupe a collaboré avec le groupe Lucky Tapes, dont Kai Takahashi qui a composé et produit les deux chansons du single, Danger et Rainy Blues. Ce single ne figurera dans aucun classement Oricon. Une ex-membre du groupe restée à Osaka, Monari Wakita, débute en solo avec son single In the City qui sort le 16 novembre.

### Séparation (2017)
En janvier 2017, est publié un message du groupe sur leur site annonçant sa prochaine séparation en mars suivant ; le groupe effectuera sa dernière tournée, Spice Tour, entre le 11 et le 26 mars 2017 respectivement à Fukuoka, Nagoya, Osaka et Tokyo. Une compilation sort le 22 mars 2017.

## Membres

### Derniers membres
- Haruka Tominaga (冨永悠香?) (née le 2 novembre 1993 (31 ans)) – leader (2012-2017)
- Erika Mori (森絵莉加?) (née le 4 novembre 1995 (29 ans)) (2012-2017)
- Mia Nascimento (2016-2017)

### Anciens membres
- Akari Imai (今井明香里?) (2012)
- Erena Inoue (井上江玲奈?) (2012)
- Mizuki Uesaka (上坂みずき?) (2012)
- Yuka Itatsuda (井立田優香?) (née le 8 mars 1994 (31 ans)) (2012)
- Akane Sugimoto (杉本暁音?) (née le 12 octobre 1991 (33 ans)) (2012-2014)
- Chihiro Mise (三瀬ちひろ?) (née le 22 janvier 1994 (31 ans)) (2012-2016)
- Chika Sannomiya (三ノ宮ちか?) (née le 5 juin 1989 (35 ans)) (2012-2016)
- Monari Wakita (脇田もなり?) (née le 28 janvier 1995 (30 ans)

## Discographie

### Albums studio
| # | Titre | Date de sortie  | Oricon | Label                               |
| - | ----- | --------------- | ------ | ----------------------------------- |
| 1 | Gusto | 28 mai 2014     | 42     | Tsubasa Records                     |
| 2 | Carta | 22 février 2016 | 29     | VersionMusic (Victor Entertainment) |

### EP
| 1 | Dulce   | 30 novembre 2012 | —   | Tsubasa Records             |
| 2 | Amarga  | 22 mai 2013      | 52  | Tsubasa Records             |
| 3 | Primera | 18 février 2015  | 30  | VersionMusic                |
| 4 | Mirage  | 10 août 2016     | 145 | Bermuda Entertainment Japan |

### Compilations
| 1 | Wizard | 22 mars 2017 | 219 | Bermuda Entertainment Japan |

### Singles
| # | Titre                               | Date de sortie    | Oricon | Label                       |
| - | ----------------------------------- | ----------------- | ------ | --------------------------- |
| 1 | Midnight Confusion                  | 11 septembre 2013 | 42     | Tsubasa Records             |
| – | Our Sp!ce                           | 18 décembre 2013  | –      | HMV                         |
| 2 | Ya.Me.Te! / Adventure wa Gin-iro ni | 8 janvier 2014    | 34     | Tsubasa Records             |
| 3 | Aviator / Boogie Aroma              | 22 juillet 2015   | 28     | VersionMusic                |
| 4 | Danger                              | 7 décembre 2016   | –      | Bermuda Entertainment Japan |